# Stanley Coren
Stanley Coren, född 14 juni 1942 i Philadelphia, Pennsylvania, USA, är professor i psykologi vid University of British Columbia i Vancouver, Kanada och forskar i neuropsykologi. Mest känd har han blivit för boken The Intelligence of Dogs från 1994 (på svenska 1995, Hur intelligent är din hund?).